# Lula (Groningen)
Lula – wieś w Holandii, w prowincji Groningen, w gminie Hoogezand-Sappemeer. 